# Przejście graniczne Brama Fatimy
Przejście graniczne Brama Fatimy (ang. Fatima Gate Crossing, hebr. שער פאטמה) – nieczynne międzynarodowe izraelsko-libańskie drogowe przejście graniczne, położone na północnym krańcu Gór Naftali w tzw. Palcu Galilei. W jego bezpośrednim sąsiedztwie znajduje się izraelska miejscowość Metulla i libańska wioska Kafar Kila.

## Położenie
Przejście graniczne Brama Fatimy jest położone na północnym krańcu Gór Naftali w tzw. Palcu Galilei.

## Historia
Historia przejścia granicznego Brama Fatimy wiąże się z wybuchem w kwietniu 1975 roku pierwszej fazy wojny domowej w Libanie. W czerwcu 1976 roku do Libanu wkroczyły wojska syryjskie, wymuszając na wszystkich walczących stronach przyjęcie zawieszenia broni. W ten sposób Liban praktycznie znalazł się w syryjskiej strefie wpływów. Sytuację tę wykorzystał Izrael, który nawiązał dobre kontakty z chrześcijanami Falangi Libańskiej. W latach 1975–1976 milicje chrześcijańskie korzystały z pomocy izraelskich ekspertów wojskowych i ograniczonych dostaw izraelskiego uzbrojenia. W maju 1977 roku Izraelczycy zwiększyli współpracę z chrześcijanami w południowym Libanie, widząc w nich możliwość zbudowania przeciwwagi dla rosnących sił palestyńskich organizacji terrorystycznych skupionych w Organizacji Wyzwolenia Palestyny. Falangiści byli zachęcani do podjęcia działań przeciwko Palestyńczykom. W zamian za to, izraelskie władze pozwoliły w 1977 roku maronitom na pracę w Izraelu. Udzielono także pomocy w eksporcie maronickich towarów przez izraelski Port Hajfa. Wzdłuż granicy izraelsko-libańskiej zbudowano sześć stacji medycznych, w których mieszkańcy południowego Libanu mogli korzystać z pomocy izraelskich lekarzy. Nasilające się jednak palestyńskie ataki terrorystyczne, zmusiły Izraelczyków do przeprowadzenia w marcu 1978 roku operacji „Litani”. Wycofując się z południowego Libanu, Izraelczycy pozostawili za sobą przygraniczną strefę buforową, którą powierzono oddziałom chrześcijańskich milicji. Utworzyły one w tej strefie tzw. „Niezależny Wolny Liban”. Dało to początek tzw. Dobrej Granicy, nad którą dodatkową opiekę objęły międzynarodowe siły pokojowe UNIFIL.
Dalsza eskalacja walk w Libanie doprowadziła do wybuchu wojny libańskiej (1982-1985). W jej trakcie wojska izraelskie wkroczyły do Bejrutu, zmuszając siły OWP do opuszczenia Libanu. I właśnie w 1982 roku nastąpiło otwarcie przejścia granicznego Brama Fatimy. Było to główne przejście graniczne izraelsko-libańskie, przez które przepływały towary i pracownicy, w większości z Libanu do Izraela. Przejście służyło także jako centralny punkt tranzytowy dla izraelskich żołnierzy w Libanie. Po zakończeniu wojny Izraelczycy utworzyli w południowym Libanie „strefę bezpieczeństwa”, za którą odpowiedzialność ponosiła Armia Południowego Libanu. Przyniosło to znaczne uspokojenie sytuacji, jednak miejsce Palestyńczyków bardzo szybko zajęły radykalne organizacje szyickie – Ruch Amal i Hezbollah. W odpowiedzi na ostrzał rakietowy, Izraelczycy przeprowadzili w lipcu 1993 roku operację „Odpowiedzialność”, a następnie w kwietniu 1996 roku operację „Grona Gniewu”. Gdy w maju 2000 roku wojska izraelskie opuściły „strefę bezpieczeństwa”, nastąpiło zakończenie epoki Dobrej Granicy i równocześnie zamknięto przejście graniczne Brama Fatimy. W czerwcu 2000 roku Organizacja Narodów Zjednoczonych wytyczyła przebieg granicy izraelsko-libańskiej – tzw. Niebieska Linia. W kolejnych latach, w rejonie zamkniętego przejścia doszło do licznych incydentów, w których bojownicy Hezbollahu w różny sposób atakowali izraelskich żołnierzy.
Brama Fatimy ma obecnie symboliczne znaczenie, przypominające względnie spokojne stosunki izraelsko-libańskie, które zostały zniszczone przez radykalnych szyitów z Hezbollahu. Była to także utracona szansa na demokrację dla Libańczyków i stabilne życie. Obecnie przejście graniczne jest tylko atrakcją turystyczną.

## Informacje podstawowe
Przejście graniczne jest całkowicie zamknięte i strzeżone przez Siły Obronne Izraela. Po stronie libańskiej jest nadzorowane przez siły UNIFIL.

## Transport
Z przejścia granicznego wychodzi w kierunku południowo-wschodnim droga nr 90, którą dojeżdża się do miejscowości Metulla i miasta Kirjat Szemona. Po stronie libańskiej lokalna droga prowadzi na zachód do wioski Kafar Kila.